# Lippitsch

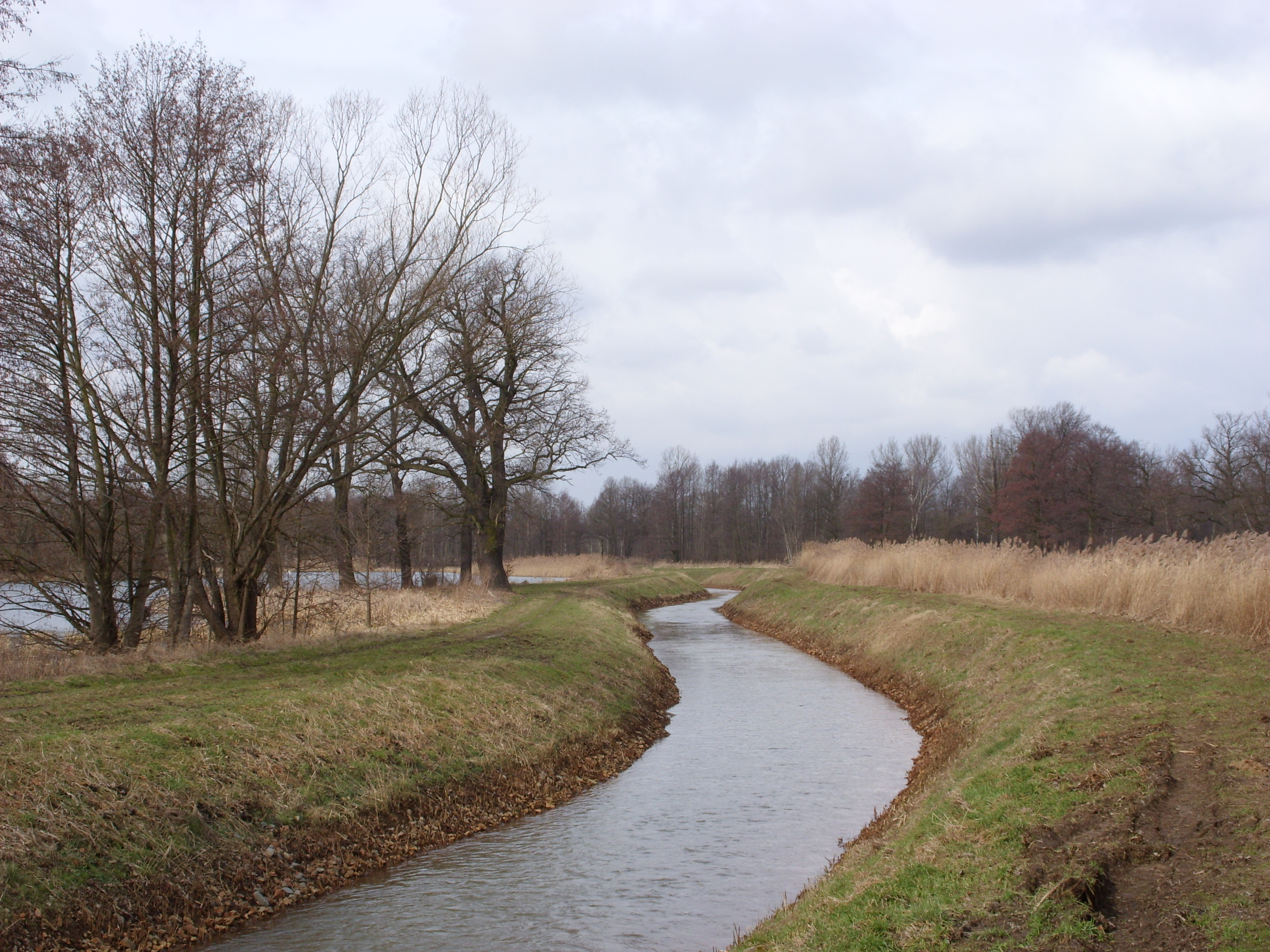
Die Kleine Spree bei Lippitsch

Lippitsch, obersorbisch Lipičⓘ, ist ein Dorf im Nordosten des sächsischen Landkreises Bautzen. Es zählt zur Oberlausitz und war bis 1977 eigenständig. Bis 1999 gehörte es zu Milkel, ab dann zu Radibor. Der Ort zählt zum offiziellen sorbischen Siedlungsgebiet und hat 199 Einwohner.
Der Ortsname stammt vom sorbischen Wort lipa für „Linde“. Lipič bedeutet dementsprechend „Lindenort“.

## Lage
Der Ort liegt am südwestlichen Rand des Biosphärenreservat Oberlausitzer Heide- und Teichlandschaft, das ein knappes Drittel des Naturraumes Oberlausitzer Heide- und Teichgebiet einnimmt, der als Teil der Naturregion Sächsisch-Niederlausitzer Heideland den südöstlichsten Ausläufer der Großregion Norddeutsches Tiefland bildet.
Am nördlichen und östlichen Dorfrand fließt die Kleine Spree, die auch die zehn Teiche in der nördlichen Umgebung speist. Nördlich von Lippitsch beginnen die Driewitz-Milkeler Heiden, mit etwa 20 Quadratkilometern eines der größten unbesiedelten Waldgebiete der Lausitz.
Die Nachbarorte sind Wessel im Osten, Milkel und Teicha im Südosten, Oppitz im Südwesten und Hermsdorf/Spree im Nordwesten.

## Geschichte
Die erste urkundliche Erwähnung des Ortes erfolgte am 15. Juni 1353  als Lyppitcz. Der Ort ist aber vermutlich wesentlich älter, was durch Ausgrabungsfunde bei einem Straßenbau zwischen Lippitsch und Oppitz im Jahre 1838 unterstützt wird. Außerdem wurde auf einer Anhöhe im Nordwesten ein bronzezeitliches Gräberfeld gefunden. Die Funde sind in Bautzen im Museum ausgestellt. Zwischen Lippitsch und Wessel befinden sich außerdem die Überreste einer alten Wasserburg.
Im Jahre 1528 werden erstmals Teiche in der Umgebung des Ortes erwähnt. Die intensive Bewirtschaftung wurde vom Rittergut Lippitsch ausgebaut. Die wirtschaftliche Lage war damals vergleichsweise gut, so verfügte Lippitsch über eine Öl- und Getreidemühle sowie eine freie Gastwirtschaft.
1856 wurde das Rittergut von Kurt Heinrich Ernst von Einsiedel auf Milkel gekauft und mit seinen Gütern vereinigt. Um 1900 erfolgte der Umbau des Gutshauses.
Für seine Statistik über die sorbische Bevölkerung in der Oberlausitz ermittelte Arnošt Muka in den achtziger Jahren des 19. Jahrhunderts eine Bevölkerungszahl von 219 Einwohnern; davon waren 206 Sorben (94 %) und 13 Deutsche. Ernst Tschernik zählte in der Gemeinde Lippitsch 1956 noch einen sorbischsprachigen Anteil von 63,7 % der Bevölkerung. Seitdem ist der Gebrauch des Sorbischen im Ort weiter stark zurückgegangen.
Bis zum 8. September 1977 war der Ort eine eigenständige Gemeinde, danach gehörte er zu Milkel. Seit dem 1. Januar 1999 ist er Teil der Gemeinde Radibor. Am 1. April 2011 wurden erstmals Straßennamen vergeben. Die Kreisstraße 7214 verbindet Wessel, Lippitsch und Oppitz. Nach Willen des Landkreises Bautzen sollte sie an die Gemeinde Radibor abgegeben werden, wenn diese zustimmt. Anderenfalls war angedacht, sie aufgrund baulicher Mängel rückzubauen. Daraufhin bildete sich eine Bürgerinitiative, um dies zu verhindern und die Straße zu erhalten. Deswegen fand 2013 in der Geschichte des Ortes, zum ersten Mal eine Demonstration statt.

## Einwohnerentwicklung von Lippitsch
| Datum | Einwohner |
| ----- | --------- |
| 1834  | 192       |
| 1871  | 229       |
| 1890  | 251       |
| 1910  | 244       |
| 1925  | 230       |
| 1939  | 209       |
| 1946  | 261       |
| 1950  | 290       |
| 1964  | 275       |
| 2010  | 188       |

## Vereinsleben
Der 1991 gegründete Sächsische Heimatverein Lippitsch e. V. veranstaltet jährlich das traditionelle Dorf- und Kinderfest, zur Pflege des kulturellen Lebens in der Ortschaft.